# Споменик страдалим ратницима и народу 1912-1918.
Споменик страдалим ратницима и народу 1912-1918. постављен је на Тргу Фонтана у Крушевцу.
У оквиру трга постављен је на Видовдан 1993. године споменик ратницима и народу крушевачког краја страдалим у ослободилачким ратовима Србије од 1912. до 1918. године.
Kамен темељац је постављен 1. децембра 1988. године, поводом 70-годишњице пробоја Солунског фронта. Споменик је одливен у бронзи и дело је Драгана Димитријевића, академског вајара из Београда.
Kонципиран је у облику јединствене квадратне форме, са ликовима знаних и незнаних војника и војсковођа, који сведочи и упућује на одређено време и значајне личности српске историје с почетка 20. века.